# Calliope
Pour les articles homonymes, voir Calliope (homonymie).
Dans la mythologie grecque, Calliope (en grec ancien Καλλιόπη / Kalliópê, « belle voix ») est la Muse de la Poésie épique.

## Mythe
Calliope, comme ses huit autres sœurs, les Muses, est l'une des neuf filles de Zeus et de Mnémosyne. Elle est souvent représentée sous les traits d'une jeune fille à l'air majestueux, le front ceint d'une couronne d'or, emblème qui, selon Hésiode, indique sa suprématie parmi les autres Muses. Elle est ornée de guirlandes, tient d'une main une trompette et de l'autre, le texte d'un poème épique. Elle est aussi représentée le front ceint de lauriers, tenant soit un stylet, soit des tablettes soit un volumen.
« Descends de l'Olympe, ô Calliope, ô reine,

Et dis sur la flûte un chant de longue haleine ;

Ou plutôt, la lyre entre les doigts,

Marie un air au timbre de ta voix. »

## Enfants
Suivant les  mythes, elle est considérée comme la mère d'Orphée, conçu avec le roi de Thrace Œagre et de Rhésos, conçu avec le dieu fleuve Strymon. Avec le dieu fleuve Achéloos, elle met au monde les Sirènes, puis Hymen et Ialémos, qui donna son nom aux lamentations funèbres, enfants d'Apollon, et les Corybantes fils de Zeus.

« Quoique généralement on donne les Muses pour vierges, des mythes particuliers qualifient Linus, Cymothoiis, Rhésus, Ialème, Orphée, Hyménée, les Sirènes, d'enfants de Calliope. Elle eut les deux premiers d'Œagre, le troisième de Strymon, les trois suivants d'Apollon, les Sirènes d'Achéloüs. Il est piquant de remarquer que, de ces amants mystérieux, deux sont des dieux fleuves (or les fleuves sont en mythologie des symboles de chant), et qu'un troisième est le chant même dans sa plus haute comme dans sa plus pure divinisation. »

## Notes et références

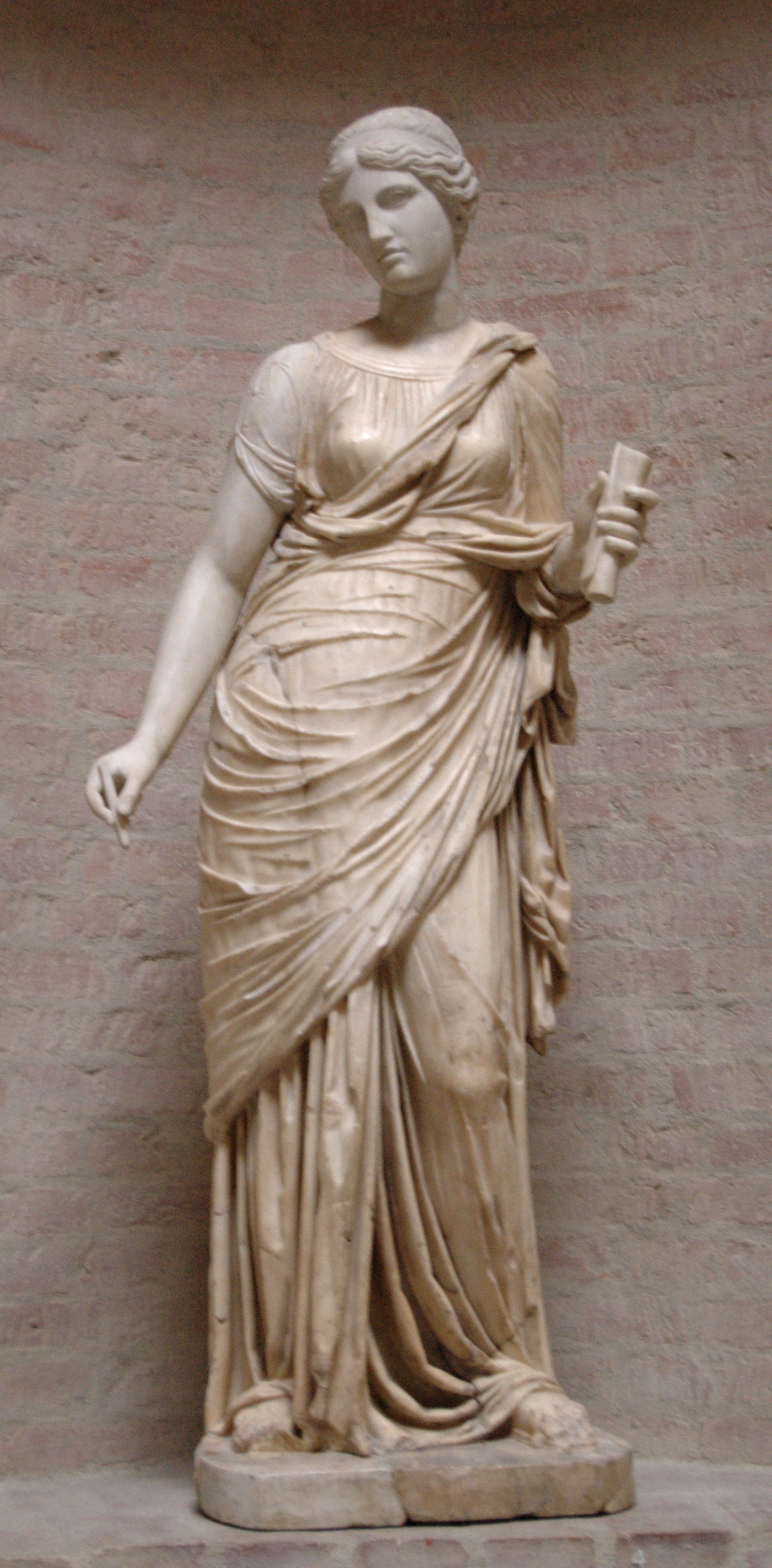
Sculpture ayant les attributs de Calliope, copie romaine d'après un groupe statutaire grec des muses, Munich

## Sources
- Robert Graves, Les Mythes grecs [détail des éditions].
- Pierre Grimal, Dictionnaire de la mythologie grecque et romaine, Paris, Presses universitaires de France, coll. « Grands dictionnaires », 1999 (1re éd. 1951) (ISBN 2-13-050359-4).
- F. Noël, Dictionnaire de la fable, ou, Mythologie grecque..., éd. Le Normant, 1803.